# Cristuru Secuiesc
Cristuru Secuiesc (rumænsk udtale:ˌ[kristuru sekuˈjesk]; ungarsk: Székelykeresztúr, ungarsk udtale: [ˈseːkɛjkɛrɛstuːr]  ( hør)) er en by i distriktet Harghita i Rumænien. Den ligger i Székely Land, en etnokulturel region i det østlige Transsylvanien. Byen har 8.797 (2021) indbyggere, og administrerer to landsbyer:
Betești (Betfalva'), der indtil 2004 var en del af Mugeni, og Filiaș (Fiatfalva).

## Geografi
Cristuru Secuiesc ligger på det Transsylvanske Plateau, i det område, hvor floden Goagiu løber ud i Târnava Mare. Den ligger i den sydvestlige del af distriktet, på grænsen til Mureș. Byen gennemkrydses af nationalvej DN13C; Odorheiu Secuiesc ligger 26 km mod øst, mens distriktsbyen, Miercurea-Ciuc, ligger 78 km i samme retning.